# Меррилл, Леланд
Леланд Гилберт «Ли» Меррилл-младший (англ. Leland Gilbert «Lee» Merrill, Jr.; 4 октября 1920, Данвилл, США — 28 июля 2009, Принстон, США) — американский борец вольного стиля, бронзовый призёр Олимпийских игр по борьбе

## Биография
Ли Меррилл родился в 1920 году в Иллинойсе, но вырос в Западной Виргинии. Начал заниматься борьбой в старшей школе в Паркерсберг, затем продолжил в в Университете штата Мичиган, который окончил с отличием в 1942 году. В последний год обучения занял третье место на чемпионате США среди студентов (по версии NCAA) После окончания университета поступил на службу в армию США, проходил службу в подразделении самоходных артиллерийских установок — истребителей танков. Был направлен в Великобританию. В 1944 году участвовал в Нормандской операции, высаживался на пляже «Юта». Закончил службу в 1946 году в Австрии, был награждён «Бронзовой звездой». После демобилизации в звании майора продолжил в 1946 году последипломное образование в Ратгерском университете. В 1946 и 1947 годах играл в бейсбол в полупрофессиональной команде, отклонив несколько предложений о переходе в профессионалы. В 1947 году был третьим на чемпионате страны по борьбе, в 1948 году единственный раз стал чемпионом США по борьбе (по версии AAU).
Представлял США на Олимпийских играх 1948 года, боролся в полусреднем (до 73 килограммов) весе и сумел завоевать бронзовую медаль Олимпийских игр.
См. таблицу турнира
Сам о себе Ли Меррилл говорил, что «Мне посчастливилось обладать скоростью, координацией, балансом, хорошим сердцем и лёгкими. Моими недостатками были недостаточная сила рук и плеч и временами отсутствие концентрации». Закончил активные выступления в 1949 году. До 1961 года принимал участие в соревнованиях как арбитр, дважды был главным арбитром чемпионатов NCAA.
В 1948 году получил степень магистра. После спортивной карьеры посвятил себя науке. С 1946 по 1953 год был научным сотрудником Ратгерского университета. С 1953 года преподавал в Университете штата Мичиган. С 1961 вернулся в Ратгерский университет, был деканом сельскохозяйственного колледжа в составе университета. С 1971 года был директором Института изучения окружающей природной среды. Имел степень Ph.D по энтомологии (1949). Почётный профессор Ратгерского университета. После выхода на пенсию несколько лет тренировал команду борцов старшей школы в Принстоне. Также на протяжении многих лет преподавал в воскресной школе и выполнял обязанности дьякона и пресвитера.
Умер в 2009 году. Оставил после себя двух дочерей и четырёх внуков.